# Ibrahim Koma
Ibrahim Koma (* 5. November 1987 in Paris) ist ein französischer Schauspieler.

## Leben
Ibrahim Koma wurde als Sohn aus Mali stammender Eltern der Soninke im 20. Arrondissement in Paris geboren und wuchs in Antony im Département Hauts-de-Seine auf. Sein älterer Bruder Diouc Koma (* 1980) wurde ebenfalls Schauspieler. Eine Schauspielausbildung erhielt er am Cours Viriot von Claude Viriot in Paris.
Eine erste Episodenrolle hatte er im Alter von zehn Jahren in der Fernsehserie Kommissar Navarro. 2001 übernahm er als Adama eine erste Hauptrolle in Fais-moi des vacances von Didier Bivel. Von 2002 bis 2008 verkörperte er in der Serie St. Tropez die Rolle des Zacharie. Für seine Darstellung des Djibril in La Cité Rose (2012) von Julien Abraham landete er im Rahmen der 39. César-Verleihung in der Vorauswahl für die Kategorie Bester Nachwuchsdarsteller, wurde jedoch nicht nominiert.
2014 spielte er in Le Crocodile de Botswanga von Fabrice Éboué und Lionel Steketee den Fußballspieler Leslie Konda. In Wùlu von Daouda Coulibaly verkörperte er 2016 die Rolle des Ladji, 2017 übernahm er in Wallay von Berni Goldblat die Rolle des Jean. Ebenfalls 2017 war er in der Mini-Serie Maman a tort als Lucas zu sehen.
In der Action-Komödie OSS 117 – Liebesgrüße aus Afrika, dem Abschlussfilm der 74. Internationalen Filmfestspiele von Cannes, spielte er 2021 den Promedi. Für seine Hauptrolle im Flüchtlingsdrama Der Falke von Stefan Arsenijević wurde er beim Internationalen Filmfestival Karlovy Vary Ende August 2021 als bester Darsteller ausgezeichnet. In der Fernsehserie In 80 Tagen um die Welt (2021) basierend auf dem Roman Reise um die Erde in 80 Tagen von Jules Verne, an der unter anderem das ZDF beteiligt war, übernahm er an der Seite von David Tennant als Phileas Fogg die Rolle von dessen Diener Jean Passepartout.

## Filmografie (Auswahl)
- 1998: Kommissar Navarro – Le 4ème homme (Navarro, Fernsehserie)
- 1999: Drei Väter zuviel (Mon père, ma mère, mes frères et mes soeurs)
- 1999: Décollage immédiat (Mini-Serie)
- 1999: Chère Marianne – Cellule familiale (Fernsehserie)
- 1999: Palazzo (Fernsehfilm)
- 2000: Police district – Situation familiale (Fernsehserie)
- 2000: Le crocodile – Tableaux de chasse (Fernsehserie)
- 2002: Fais–moi des vacances
- 2002: Carnets d'ado – Les p'tits Lucas (Fernsehserie)
- 2002: La fourmi amoureuse (Kurzfilm)
- 2002: Les filles, personne s'en méfie
- 2002: 3 zéros
- 2004: Kommissar Navarro – Zéro pointé  (Navarro, Fernsehserie)
- 2004: K.ça (Fernsehserie)
- 2006: Sois le meilleur (Fernsehfilm)
- 2006: Beur blanc rouge
- 2008: Ben et Thomas – Slalom (Fernsehserie)
- 2002–2008: St. Tropez (Sous le soleil, Fernsehfilm)
- 2009: Julie Lescaut – Fragiles (Fernsehserie)
- 2009: Équipe médicale d'urgence – Ça passe ou ça casse (Fernsehserie)
- 2006–2009: Central Nuit (Fernsehserie, zwei Episoden, verschiedene Rollen)
- 2012: Le juge est une femme – Bio connection (Fernsehserie)
- 2012: La cité rose
- 2013: Sous le soleil de Saint–Tropez (Fernsehserie)
- 2013: Gare du Nord
- 2014: Dos au mur – Sous le vernis (Fernsehserie)
- 2014: Le crocodile du Botswanga
- 2015: Je suis daddy
- 2016: Wùlu
- 2017: Wallay[9]
- 2018: Ein Becken voller Männer (Le grand bain)
- 2018: Maman a tort (Mini-Serie)
- 2018: La leçon de danse
- 2019: Aus nächster Nähe (États d'Urgence, Fernsehfilm)
- 2021: OSS 117 – Liebesgrüße aus Afrika (OSS 117: Alerte rouge en Afrique noire)
- 2021: Der Falke (Strahinja Banović)
- 2021: In 80 Tagen um die Welt (Around The World In 80 Days, Fernsehserie)

## Auszeichnungen (Auswahl)
Internationales Filmfestival Karlovy Vary 2021
- Auszeichnung als bester Darsteller für Der Falke[6][7]